# Myristica fugax
Myristica fugax är en tvåhjärtbladig växtart. Myristica fugax ingår i släktet Myristica och familjen Myristicaceae.

## Underarter
Arten delas in i följande underarter:
- M. f. fugax
- M. f. septentrionalis